# 亞美尼亞禮天主教卡米什利教區
亞美尼亞禮天主教卡米什利教區（拉丁語：Eparchia Kamechliensis Armenorum）是東儀天主教以敘利亞東部城市卡米什利為中心的一個教區（亞美尼亞禮），直屬基里基雅宗主教區。
教區的前身卡米什利宗座代牧區成立於1938年，1954年6月29日升為教區。教區範圍包括哈塞克省和代爾祖爾省。2011年有七名司鐸、六個堂區、4,000名教友。目前教區主教之位處於出缺狀態。